# Châteaux de Mello
La Forteresse de Mello et la Princesse de Mello sont des châteaux français du XVe siècle représentant le « Grand Mello », situé dans la commune de Mello dans le département de l’Oise et la région Hauts-de-France. Ils font tous deux l'objet d'une inscription au titre des monuments historiques depuis le 1er février 1989.

## Histoire
Il est probable que de tout temps [précision nécessaire] il y eut une forteresse à Mello. Cette hauteur d’où la vue s’étend au loin, un tournant dans le terrain, un nœud de routes suffisent pour l’expliquer. [Interprétation personnelle ?]
Certains ont cru reconnaître dans l’appareillage du pont d’accès à la cour les caractères d’une construction romaine [réf. souhaitée].
Au Moyen Âge, le château avait la forme d’un quadrilatère flanqué de deux grosses tours dont seule la base de l’une existe encore. C’était alors une prison.
Mello relevait directement du roi à cause de Senlis qui, de tout temps, fit partie du domaine royal. Les plus anciens des seigneurs, barons de Mello, sont mentionnés dans les chartes du XIe siècle. La dernière héritière de cette maison, Marguerite de Mello épousa, au XIVe siècle, Jean de Néelle, mort en 1372.
La famille des Néelle s’éteignit avec Louise de Néelle qui épousa Jean de Bruges, seigneur de la Gruthuse. Ce fut elle qui fit reconstruire la façade sud aux quatre tourelles à encorbellement ainsi que la façade ouest jusqu’à la tour de la Chapelle. Leurs enfants morts avant eux, Louise de Néelle déjà veuve, fit don de Mello à sa nièce Charlotte d'Humières qui épousa François de Montmorency.
Henri IV et Louis XIII séjournèrent à Mello pour chasser ; on chassait encore le loup dans les bois de Mello sous Louis XIII. Lord Herbert de Cherbury (1583-1648), ambassadeur d’Angleterre, raconte dans ses mémoires les déplacements qu’il y fit dans ce but, invité par le connétable de Montmorency, de la famille propriétaire de Mello jusqu’en 1768.
La chapelle de La Forteresse fut édifiée par Charlotte-Marguerite de Montmorency, Princesse de Condé, en mémoire de son frère Henri II de Montmorency décapité sous Louis XIII en 1632.
Mello resta propriété de la maison de Montmorency, jusqu’en 1768 et fut rendue à André-Claude Patu, fils du notaire des Montmorency. À sa mort en 1798, elle fut acquise par monsieur Pillotqui la revendit en 1819 à François Alexandre, baron Seillière, arrière grand-père de la comtesse Bertrand de Durfort-Civrac de Lorge (née Anne Seillière).
Le Château de la Princesse fut achevé par Hippolyte Destailleur, élève de Eugène Viollet-le-Duc, en 1871. Il remplaçait un ancien château, du temps de Louis XV, très simple, avec fronton à horloge.
Depuis 2004, les châteaux de Mello accueillent des séminaires d’entreprises.

## Architecture et décoration
Cette personnalité très forte à l’extérieur se retrouve à l’intérieur avec les hauteurs de plafond, de fenêtres, l’épaisseur des murs, mais aussi par la palette de couleurs donnée aux murs, boiseries, tapisseries et tissus : le rouge violent, le violet sourd, l’ocre, le prune sont présents dans les salons et salles à manger, comme à l’époque.
L’austérité se retrouve, en revanche, dans les circulations des chambres, où les heurtoirs sur chaque porte donnent des airs de rue du Marais entre le XIe et le XIIIe siècle avec le contre-pied de la modernité dans les lumières et les couleurs.